# Eumenidy

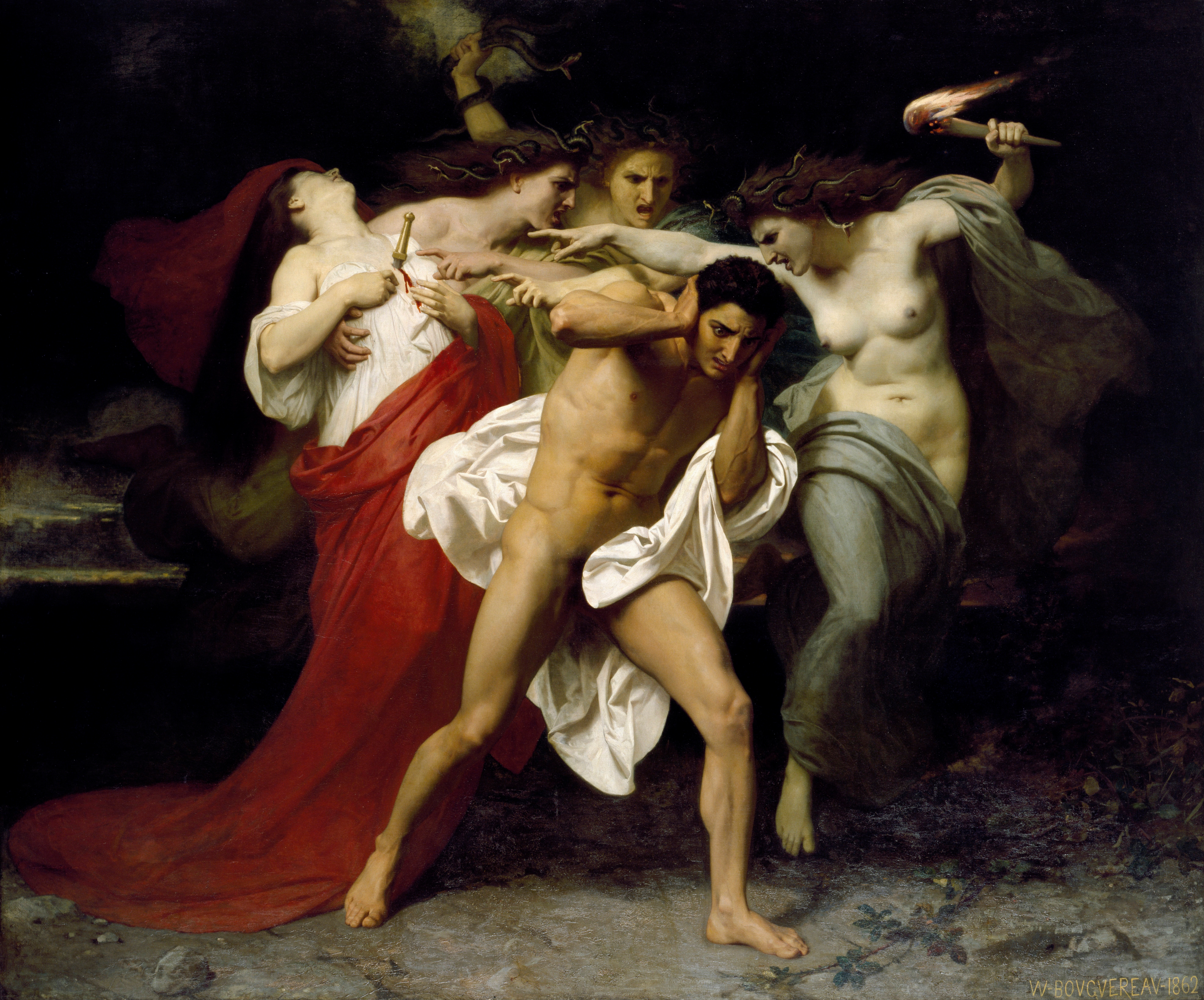
Orestés pronásledovaný Erínyemi, William-Adolphe Bouguereau, 1862

Eumenidy (řecky Εὐμενίδες, latinsky Eumenides) jsou v řecké mytologii usmířené bohyně pomsty.
Jsou to původní Erínye, bohyně pomsty a kletby. Nelítostně pronásledovaly pachatele krvavých zločinů, násilí, vrahy, lupiče, rušitele domácích svazků. Byly hrozné svým vzhledem, ale zejména neúnavným stíháním provinilců, trýznily je těžkými výčitkami svědomí.
V řecké mytologii jsou však známé i stejné bytosti laskavé, „blahovolné“, ty jsou zvány Eumenidy. Jsou jiné na první pohled, jejich vzhled není vůbec děsivý jako u Erínyí.
Přerod jedněch v druhé - zlých v hodnější - je vysvětlován v báji o Orestovi, jehož pronásledovaly Erínye zejména za matkovraždu. Došlo to až tak daleko, že v Athénách hrozily městu zhoubou, neúrodou i morem, pokud jim Orestés nebude vydán. Urovnávala to sama bohyně Athéna, která svým rozhodnutím Oresta osvobodila, pravděpodobně za cenu, že Erínyím budou v jejím městě poskytovány pocty. Proměněné v Eumenidy poté žehnaly lidem i zvířatům, dokonce měly nedaleko Athén háj v Kolónu.
Na tom místě později také zemřel Oidipus, vyhnaný a slepý thébský král. Tam mu athénský král Théseus poskytl ochranu a tam také Oidipus v klidu a usmířený zemřel.